# SoftBank 931SH
AQUOSケータイ FULLTOUCH SoftBank 931SH（アクオスケータイ フルタッチ ソフトバンク きゅうさんいちエスエイチ）は、シャープが開発し、ソフトバンクモバイルが販売するW-CDMA通信方式の携帯電話端末である。

## 特徴
ソフトバンクモバイル向けの6代目AQUOSケータイ。同社向けのAQUOSケータイでは初のスライド式で、FULLFACEシリーズのコンセプトを引き継いだフルスライドモデルである。
スマートフォンを除く携帯電話としては、世界最大で最高解像度の3.8インチハーフXGA液晶を搭載。横方向に1024ドットというXGA液晶の解像度を持つことで、PCサイトブラウザ使用時には、一般的なパソコン向けレイアウトのウェブサイトを、一画面上に収める事ができる。そして、フルタッチパネル液晶で、文字入力を含めたほぼすべての機能を画面にタッチする事で操作ができる。なおかつ、iPhoneのようなフルタッチパネル機とは異なり、通常の物理的なテンキーも備え、従来の携帯電話のような操作もできる。
メインカメラは923SHと同様の、オートフォーカス付きで、広角29mmの520万画素CMOSカメラを搭載。顔認識や手ブレ補正機能を備え、タッチパネルにより、直感的な操作で、写真を撮影したり、編集できる。
同時にソフトバンクモバイルから発表されたサービス、「モバイルウィジェット」に対応し、待受画面上のウィジェットをタッチするだけで最新の情報などをYahoo!ケータイから取り込む事ができる。初期設定では13種類のウイジェットがプリインストールされている。また、お好みの機能へのショートカットアイコンを貼り付けられる。
このほか、ワンセグ、FeliCa、GPS、Bluetooth、下り3.6Mbps3Gハイスピード、GSMローミング、モーションコントロール、ヤマハサウンドなどの機能を搭載する。
microSDHCメモリーカードは、現在、公式には8GBまでに対応しているが、サンディスクの16GBのカードの認識にも確認されている。

## 主な機能・サービス
- ミュージックプレイヤー
- Bluetooth
- 赤外線通信
- フィーリングメール
- カスタムスクリーン
- バイリンガル
- QRコード読み取り・作成
- ドキュメントビューア（Microsoft Word (.doc)・Microsoft Excel (.xls)・Microsoft PowerPoint (.ppt)・PDFデータ (.pdf) のみ）

| 主な対応サービス                      | 主な対応サービス                                                            | 主な対応サービス                      |
| ------------------------------------- | --------------------------------------------------------------------------- | ------------------------------------- |
| S!一斉トーク                          | S!ともだち状況                                                              | Yahoo!mocoa                           |
| S!ループ                              | S!タウン                                                                    | S!速報ニュース （おためしコンテンツ） |
| S!情報チャンネル （3Gお天気アイコン） | S!FeliCa (Faver 2.0)                                                        | PCサイトブラウザ （RSS)               |
| 電子コミック （ワイド画面コミック）   | S!アプリ （メガアプリ、 モーションコントロールセンサー、 ワイド画面アプリ） | 着うたフル／着うた                    |
| デコレメール （マイ絵文字）           | S!電話帳バックアップ                                                        | PCメール                              |
| コンテンツおすすめメール              | TVコール                                                                    | 世界対応ケータイ (W-CDMA+GSM)         |
| S!GPSナビ                             | デルモジ表示 （アニメビュー）                                               | ワンセグ                              |
| 3Gハイスピード                        | S!おなじみ操作                                                              | ダブルナンバー                        |
| 着デコ                                | きせかえアレンジ （カスタムスクリーン）                                     | S!ミュージックコネクト                |
| 安心遠隔ロック                        |                                                                             |                                       |

## 歴史
- 2008年10月30日 - ソフトバンクモバイルより公式発表。
- 2008年11月28日 - 発売開始
- 2009年1月30日 - ソフトウェア更新開始

## 不具合
- 2009年1月30日 - ウィジェットを操作していると、希にウィジェットアイコンが消える場合
- 2009年4月23日 - 「サーバーメール操作」のメールリストまたメール全受信を複数回行うと、メール送受信および下書き保存できなくなる事象